# John Ridley Stroop

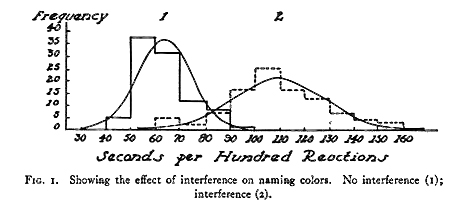
Oryginalny wykres z publikacji Stroopa z 1935, dowodzący istnienie efektu Stroopa.

John Ridley Stroop (ur. 21 marca 1897 w Rutherford County, zm. 1 września 1973 w Nashville) – amerykański psycholog. Odkrywca efektu Stroopa (rok 1935).

## Życiorys
Urodził się w miejscowości Hall's Hill, w Rutherford County, położonej o siedem mil od Murfreesboro w stanie Tennessee. Był najmłodszym z sześciorga rodzeństwa. Miał dwie siostry i trzech braci. Jako dziecko był słabowity. Przypuszczano, że nie przeżyje. Dlatego był otoczony szczególnie troskliwą opieką i nie był wykorzystywany do ciężkiej pracy fizycznej w przeciwieństwie do innych domowników. Ukończył jako prymus Kitrell County School. Potem kształcił się w David Lipscomb College w Nashville. Ukończył go w 1919. Kontynuował naukę w David Lipscomb Junior College, gdzie uzyskał dyplom w 1921. W tym samym roku ożenił się z Zelmą Dunn. Miał z nią trzech synów. Pracował jako nauczyciel w David Lipscomb College. Studiował w Nashville w George Peabody College. Bakalaureat uzyskał w 1924, magisterium w 1925 a doktorat z psychologii eksperymentalnej w 1933. W roku akademickim 1928-1929 był dziekanem. Pracował również w Tennessee Polytechnic Institute w Cookeville. Należał do American Psychological Association i Southern Society of Psychology and Philosophy. Od młodości był kaznodzieją. Pisał też książki o tematyce religijnej, jak Why Do People Not See The Bible Alike? (1949) i God′s Plan And Me, Book I, Jesus′ Mission And Method (1950). Zmarł w 1973. Został pochowany na cmentarzu w Woodlawn w Nashville.